# J. P. 마누
J. P. 마누(J. P. Manoux, 1969년 6월 8일 ~ )는 미국의 배우이다.

## 출연 작품
- 다이하드 스왓 - 핀 역
- 노바디 - 대런 역